# Шоссе Энтузиастов (станция метро)
«Шоссе́ Энтузиа́стов» — станция Московского метрополитена на Калининской линии. Связана пересадкой со станцией Шоссе Энтузиастов на Московском центральном кольце. Расположена на границе районов Перово и Соколиная Гора (ВАО) под шоссе Энтузиастов, по которому и получила своё название. Открыта 30 декабря 1979 года в составе участка «Марксистская» — «Новогиреево». Это колонная трёхсводчатая станция глубокого заложения с одной островной платформой.

## История

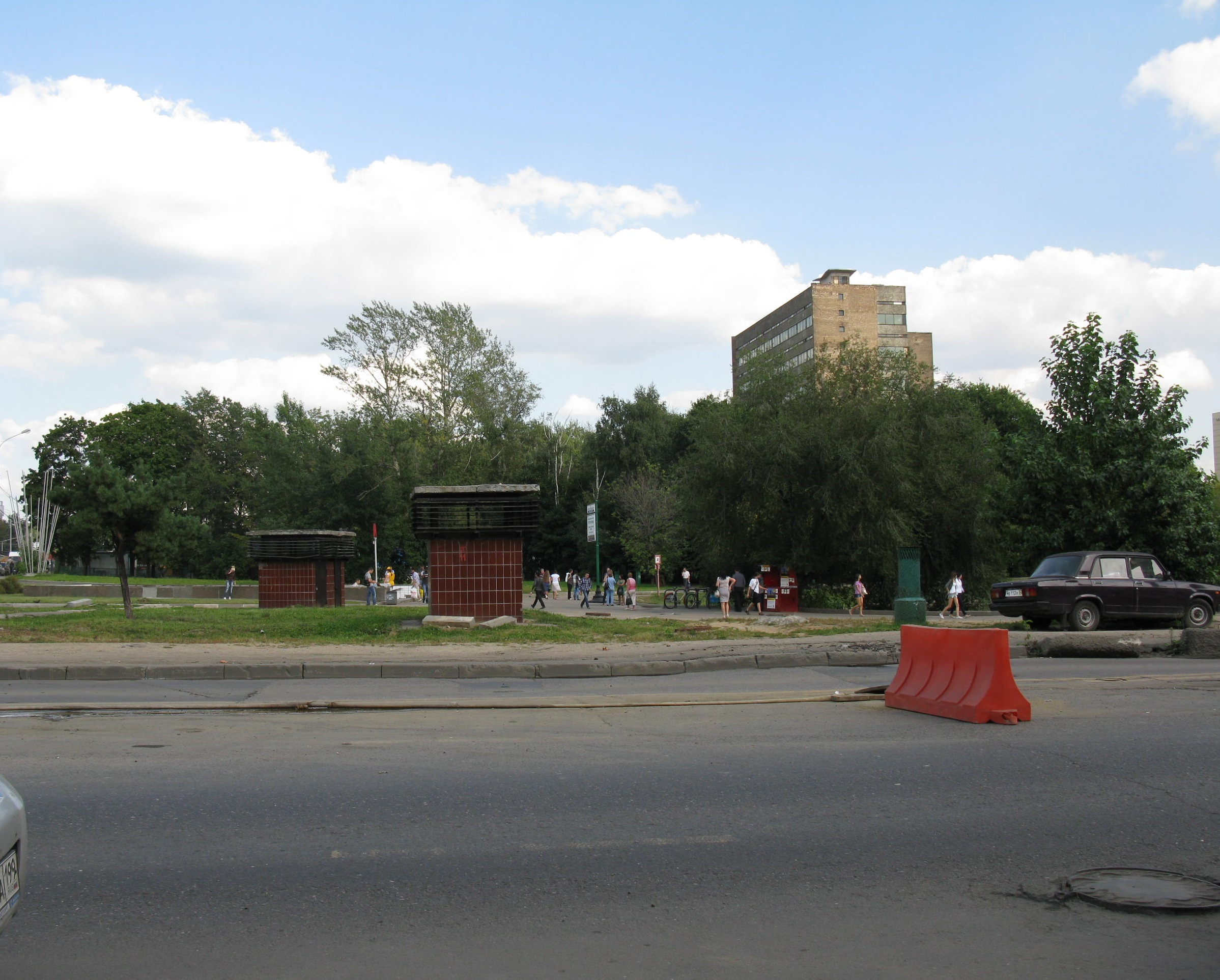
Вентиляционные киоски перед входом № 1 на станцию

Станция открыта 30 декабря 1979 года в составе участка «Марксистская» — «Новогиреево», после ввода в эксплуатацию которого в Московском метрополитене стало 114 станций. В проекте станция носила названия «Владимирский посёлок» и «Электродная». При открытии получила название по одноимённому шоссе.
В 1991 году станцию предлагали переименовать во «Владимирку».

## Вестибюль
У станции один подземный вестибюль (восточный), соединённый с центральным залом станции при помощи трёхниточного эскалатора. Вестибюль соединён с подземным переходом под Шоссе Энтузиастов.
Планируется замена эскалаторов, потребующая закрытия станции.

## Станция в цифрах
- Код станции — 081.
- Глубина заложения станции — 53 метра.
- Ежесуточный пассажиропоток составляет 40,3 тысячи человек[3].
- На станции — 8 пар пилонов.
- Таблица времени прохождения первого поезда через станцию[4]:

| По чётным числам                 | Будние дни | Выходные дни |
| По нечётным числам               | Будние дни | Выходные дни |
| В сторону станции «Авиамоторная» | 05:38:00   | 05:38:00     |
| В сторону станции «Авиамоторная» | 05:38:00   | 05:38:00     |
| В сторону станции «Перово»       | 05:52:00   | 05:53:00     |
| В сторону станции «Перово»       | 05:52:00   | 05:53:00     |

## Оформление
До революции Шоссе Энтузиастов называлось Владимирским трактом. По этой дороге отправляли заключённых на каторгу в Сибирь. Поэтому оформление станции посвящено темам каторги и борьбы за свободу в истории Российской империи.
Массивные пилоны станции облицованы газганским мрамором различных оттенков, их цвет меняется по длине станции от глухой стены в торце до выхода в город от светло-жёлтого до тёмно-серого. Цоколи пилонов отделаны красным гранитом.
Литые художественные вставки на стенах посвящены революционной тематике. В западном торце центрального зала размещена скульптурная композиция «Пламя свободы» (автор — А. Н. Кузнецов). На ней изображены разрывающие цепи каменные руки, которые проламывают мраморную облицовку. Рядом — сброшенные герб Российской империи и царская корона. Издали кажется, что стена и вправду проломлена. На путевых стенах находятся композиции на светлом металле. Они изображают хронологию революции (расположение композиций от входа к тупику): горящая усадьба с направленными на неё вилами, Сенатская площадь, Медный всадник, штыки, сабля, падающая треуголка, комната с видом на Петропавловскую крепость. Завершает ряд изображение винтовок на фоне красного флага.
Путевые стены облицованы светлым мрамором и красным гранитом, а пол станции выложен серым и красным гранитом. Светильники в центральном зале и над платформами скрыты за широким карнизом над арками пилонов.

## Путевое развитие
За станцией (в сторону от центра Москвы) расположен оборотный тупик. Он предназначен для оборота в экстренных случаях и ночного отстоя составов.

## Наземный общественный транспорт
На этой станции можно пересесть на следующие маршруты городского пассажирского транспорта:
- Автобусы: 83, 125, 141, 214, 254, 469, 645п, 659, 702, т53, н4
- Трамваи: 2, 36, 37

## Пересадка
Действует непрямая уличная пересадка на одноимённую станцию МЦК. Существует техническая возможность строительства прямой пересадки через перспективный западный вестибюль.

## Галерея
| - Поезд 81-717.6/714.6 на станции - Название станции на путевой стене - Выход в город |